# 복고미래주의

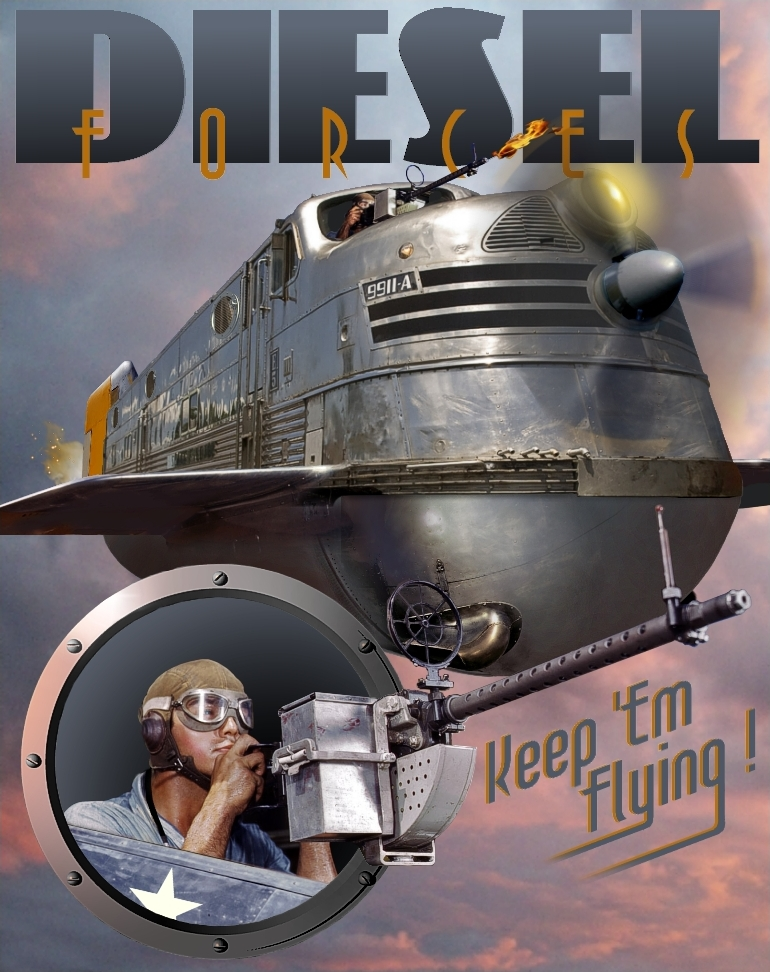
네브래스카 제퍼를 시각적 기반으로 하고 1940년대 초반을 연상시키는 디젤펑크 스타일의 레트로퓨처리스틱한 비행 기차

복고미래주의(復古未來主義) 또는 레트로퓨처리즘(영어: retrofuturism)은 이전 시대에 만들어진 미래의 묘사가 영향을 미친 창작 예술 운동이다. 미래주의가 앞으로 올 일을 예측하는 데 집중하는 "과학"이라고 불린다면, 복고미래주의는 그러한 예측을 회고하는 것이다. 옛스러운 "복고풍"과 미래적 기술이 혼합된 것이 특징인 복고미래주의는 과거와 미래 사이의 긴장, 기술이 가진 소외 효과와 능력 부여 효과 사이의 긴장이라는 주제를 탐구한다. 주로 평행 현실의 상상된 인공물을 실현하는 예술 창작물과 변형된 기술에 반영되는 복고미래주의는 "세계를 바라보는 생동감 있는 관점"으로 볼 수 있다.

## 어원
레트로퓨처리즘이라는 단어는 라틴어에서 온 접두사 "레트로"(retro)가 역시 라틴어에서 유래한 "퓨처"(future)라는 단어에 붙어 "거꾸로"라는 의미를 더하면서 형성되었다.
《옥스퍼드 영어 사전》에 따르면, 이 용어의 초기 사용 예는 1983년 《뉴욕 타임스》에 실린 블루밍데일스 광고에서 찾아볼 수 있다. 이 광고는 "은빛 강철과 매끈한 회색 연결로 레트로-퓨처리스틱한 느낌을 주는" 보석에 대해 이야기한다. 과거의 미래상을 탐구하는 의미의 레트로퓨처리즘과 더 관련된 예시로는, 1984년 《뉴요커》에 실린 영화 《브라질》 리뷰에서 "레트로-퓨처리스트"라는 형태로 등장한다. 평론가 폴린 케일은 "[테리 길리엄]이 레트로-퓨처리스트 판타지를 선보인다"고 썼다.

## 역사서술
복고미래주의는 미래주의의 아이디어를 기반으로 하지만, 미래주의는 여러 맥락에서 다르게 작용한다. 전위 예술, 문학, 디자인 분야에서 미래주의는 오랫동안 자리 잡은 잘 확립된 용어이다. 하지만 더 대중적인 형태에서 미래주의(때로는 미래학이라고도 함)는 "과거에 초점을 맞춘 초기의 낙관주의로, 19세기에 뿌리를 두고 있으며, 1960년대 우주 시대까지 이어진 20세기 초의 '황금기'"를 가리킨다.
복고미래주의은 무엇보다도 현대적이지만 변화하는 "미래"에 대한 관념에 기초한다. 거피가 지적했듯이, 복고미래주의는 "최근의 신조어"이지만 "전시된 날아다니는 자동차, 로봇 하인, 성간 여행이 있는 우주 식민지에 대한 미래주의자들의 열띤 비전을 기반으로 한다. 미래주의자들이 그들의 약속을 당연한 것으로 여겼다면, 복고미래주의는 이러한 꿈에 대한 더 회의적인 반응으로 등장했다." 이는 기술이 급격히 변화하던 1970년대에 현재의 형태를 갖추게 되었다. 개인용 컴퓨터의 출현부터 최초의 시험관 아기의 탄생까지, 이 시기는 강렬하고 빠른 기술적 변화로 특징지어졌다. 하지만 일반 대중의 많은 사람들은 응용 과학이 이전의 약속—기술 발전을 통해 삶이 필연적으로 개선될 것이라는—을 이룰 수 있을지 의문을 제기하기 시작했다. 베트남 전쟁, 환경 파괴, 에너지 위기의 여파로, 많은 논평가들이 응용 과학의 이점에 의문을 제기하기 시작했다. 하지만 그들은 또한 이전 세대가 보여준 과학적 실증주의를 때로는 경외심으로, 때로는 혼란스러움으로 바라보았다. 복고미래주의는 "1960년대와 1970년대에 학계와 대중문화에 스며들어" 조지 루카스의 《스타워즈》와 팝 아티스트 케니 샤프의 그림에 똑같이 영향을 미쳤다. 20세기 초의 낙관적 미래주의를 조사한 역사학자 조 콘과 브라이언 호리건은 복고미래주의가 "하나의 사상, 또는 사상 체계—이데올로기의 역사"라는 점을 상기시킨다. "미래는 물론 믿음이나 상상의 행위로만 존재한다."

## 영향
- 롤플레잉 컴퓨터게임 폴아웃 시리즈의 세계관은 복고미래주의로 기반한 문화로 표현되었다.

## 같이 보기
- 공상 과학(sci-fi/SF)
- 스팀펑크